# 東陽寺
東陽寺（とうようじ）は、宮城県登米市にある曹洞宗の寺院。山号は亀松山。本尊は釈迦牟尼佛。

## 歴史
伊達氏の家臣であった原田氏は小松（現在の山形県東置賜郡川西町）に城を築いて居住し、1468年（応仁2年）菩提所として当寺を創建した。後土御門天皇の準勅願所である瑞龍院（伊達持宗の創建）を本寺、九皐宥鶴禅師を請して開山した。末寺は常光寺、円竜寺、恵林寺、長照院（いずれも現在の柴田町）。1591年（天正19年）伊達政宗は豊臣秀吉の命によって岩出山に移封となり大瓜（現在の大衡村）の館主となった。原田氏は大瓜に移住せず岩出山に住んだようである。更に1602年（慶長7年）政宗が青葉城に移る事となり、原田氏は1617年（元和三年）船岡（現在の柴田町）の領主となって当寺はこの年小松より船岡に移った。原田宗輔（甲斐）の時代に伊達騒動が起き、1671年（寛文11年）原田氏は断絶した。船岡は米谷（現在の当寺所在地）の領主であった柴田氏の領する所となり、当寺は同地に移転した。

## 境内

### 梵鐘
1666年（寛文6年）甲斐が船岡領主の時に寄進されたが、太平洋戦争で1943年（昭和18年）に供出し、秋田県小坂鉱山に送られた。
1965年（昭和40年）に復元寄進された。重量140貫。鐘楼門は約300年前に建築されたものである。

### イチョウと原田甲斐の墓
本堂裏で生育し、幹周7．2ｍで、枝張りは東西に18ｍ、南北24ｍである。樹齢は500年と言われ、樹勢は良好。伊達騒動に関連した言い伝えがあり、根元に通称「原田甲斐の首塚」がある。甲斐は船岡にあった当寺に埋葬されたが、現在地に移った際にこの木の側に改葬され、目印にされたと伝わる。2005年（平成17年）5月10日、宮城県から天然記念物に指定された。

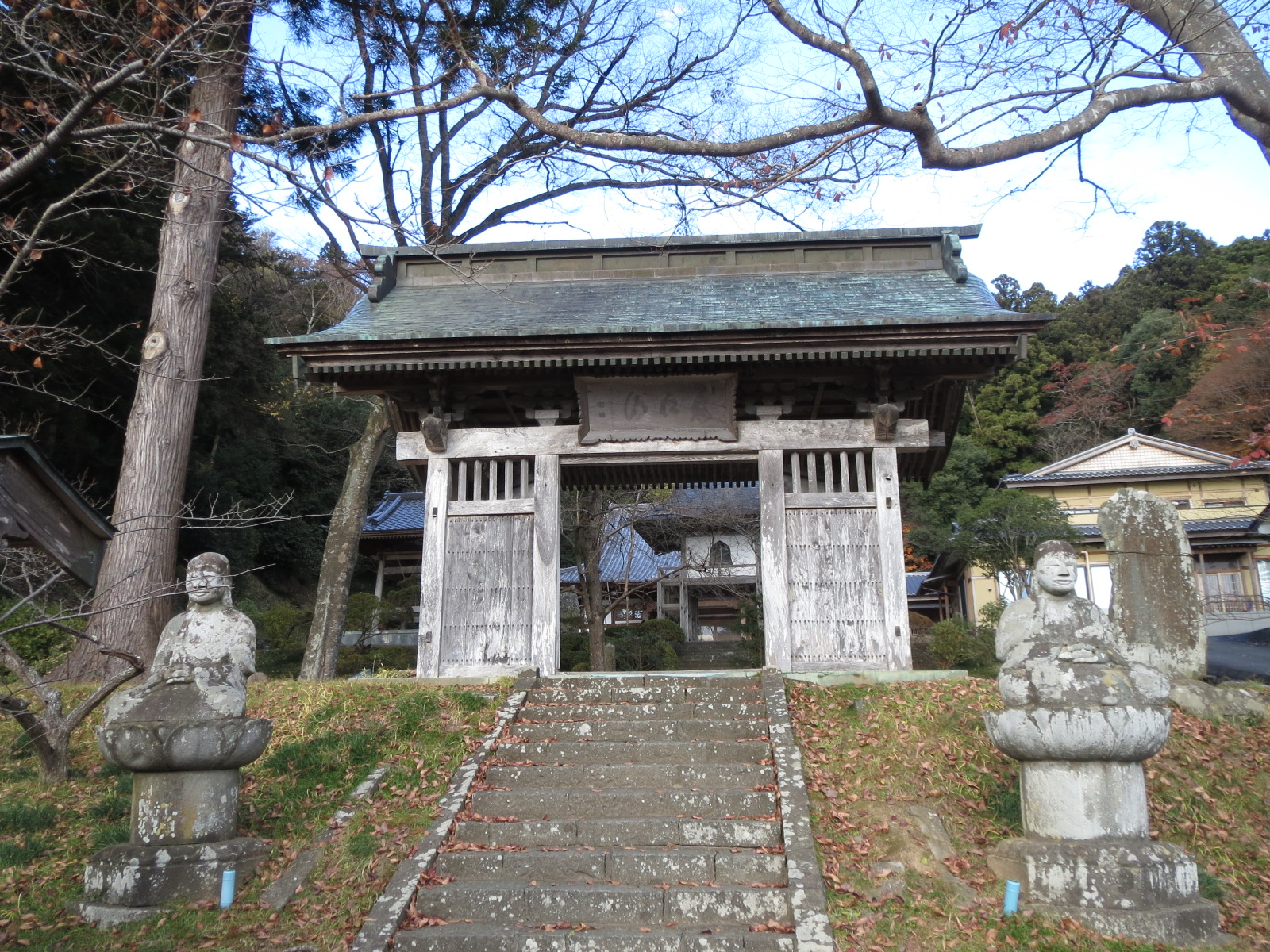
山門